# ولوو اس۴۰
ولوو اس۴۰ (Volvo S۴۰) خودرویی است که از سال ۱۹۹۵ تا ۲۰۱۲ توسط شرکت ولوو تولید شده‌است.
این خودرو در کلاس خودرو کامپکت قرار گرفته است.

## نگارخانه

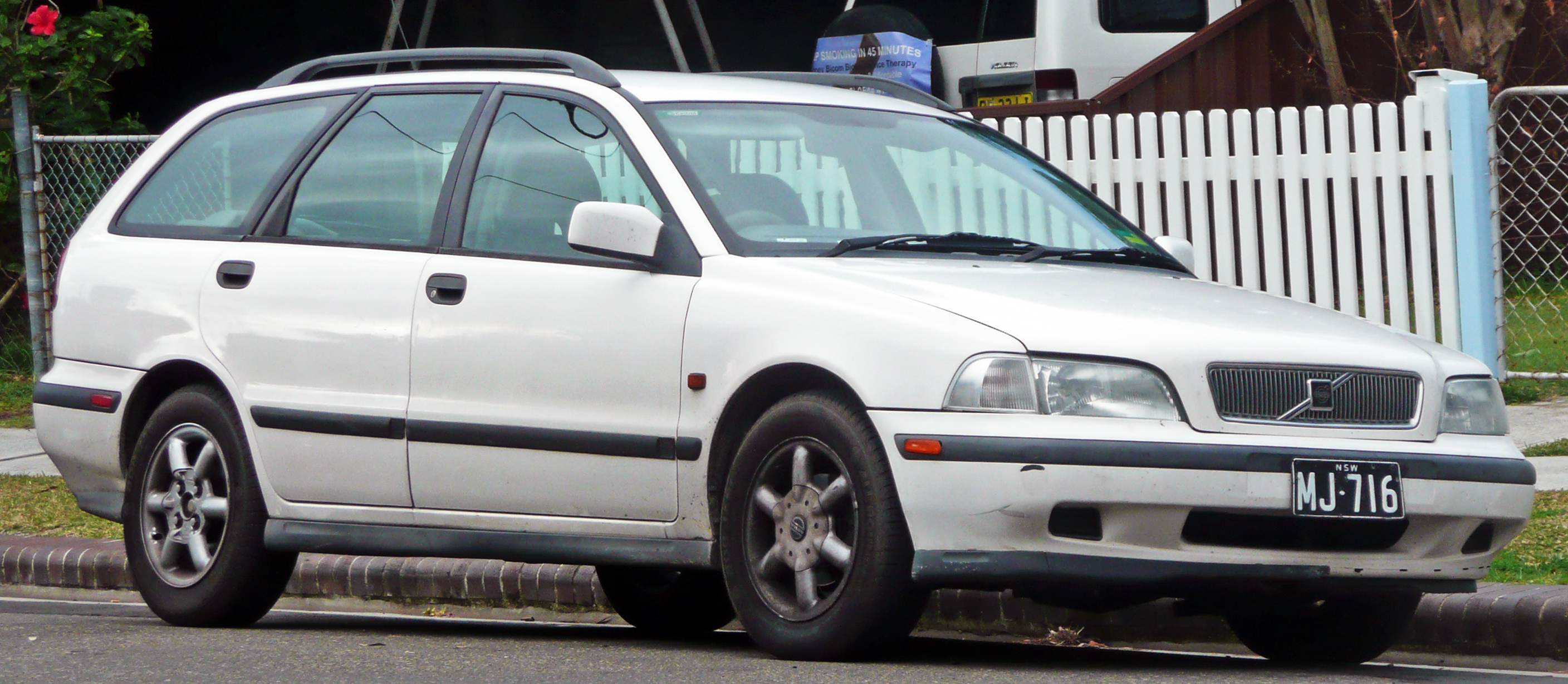
1997–2000 ولوو V40 2.0 (استرالیا)
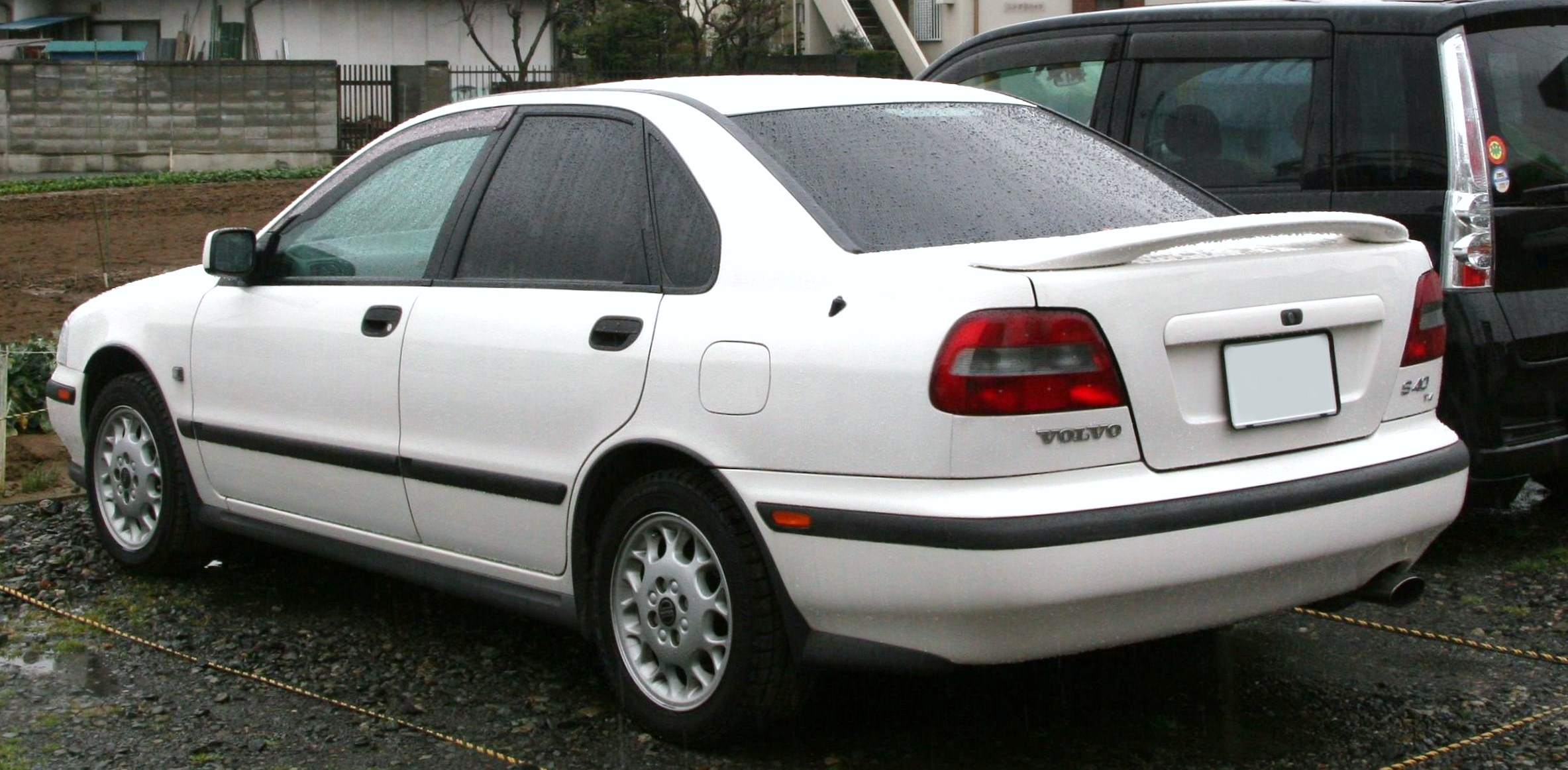
ولوو  S40 T4 (ژاپن)
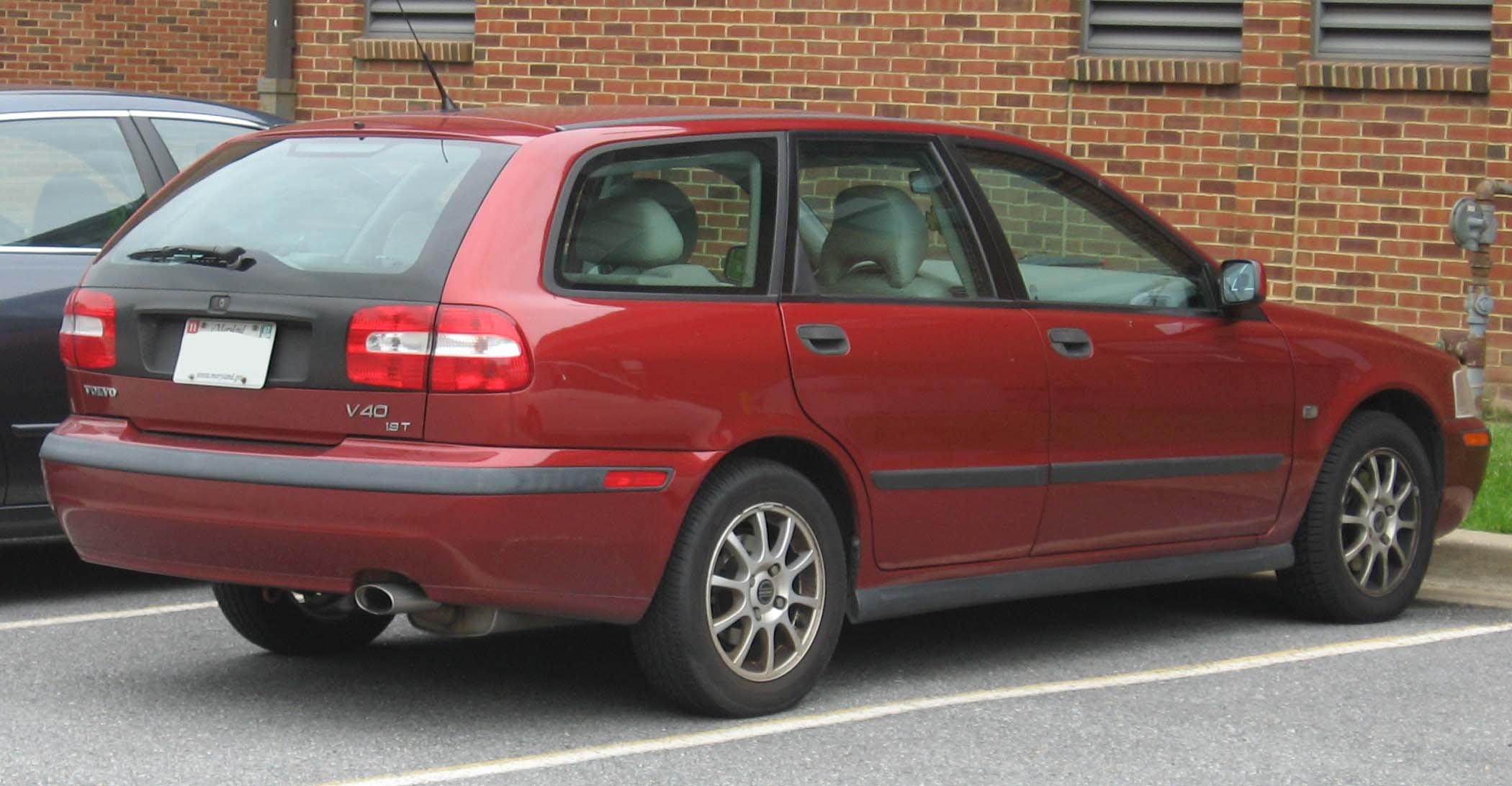
ولوو V40 1.9T (ایالات متحده)
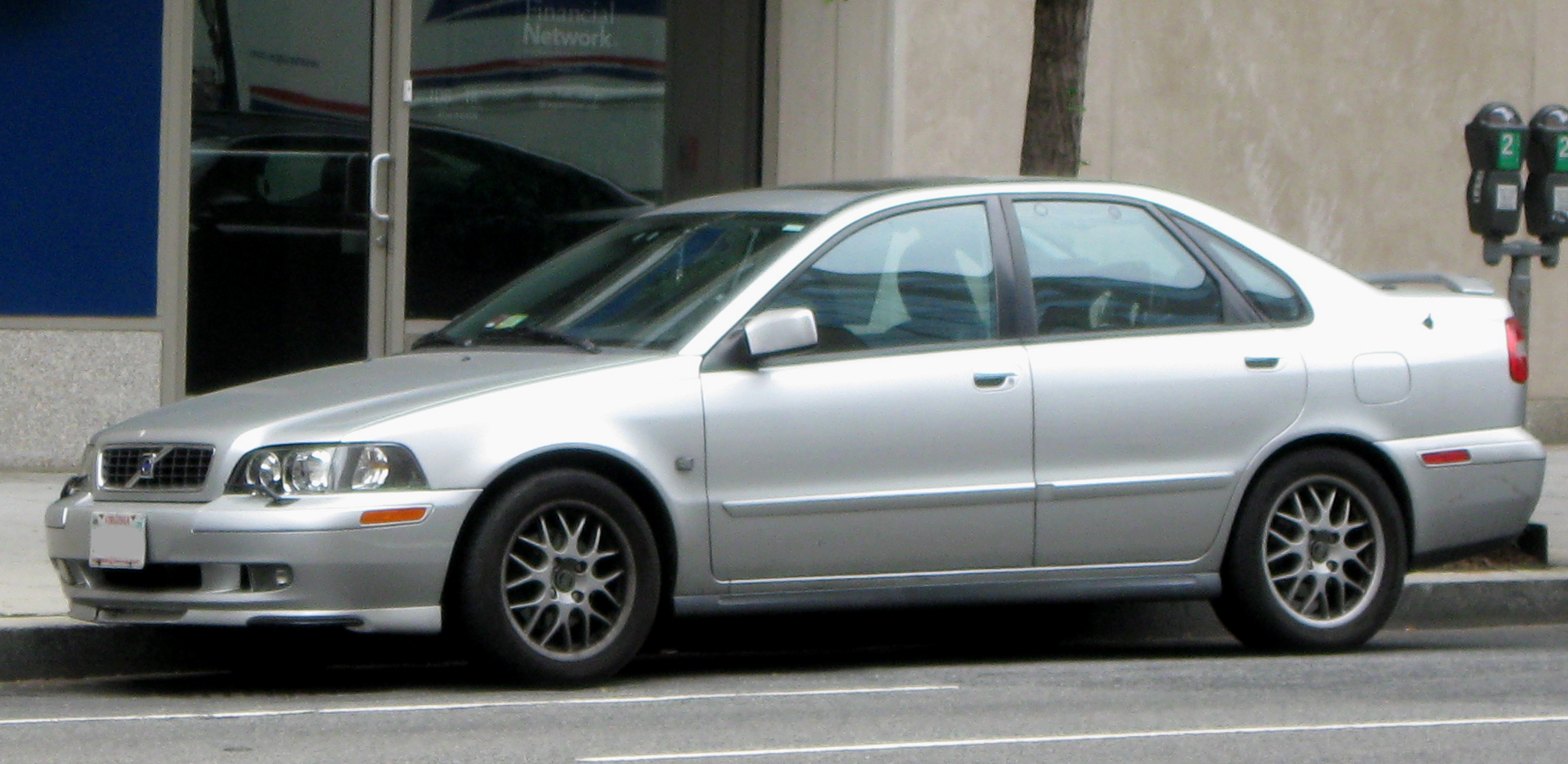
2003–2004 ولوو S40 (ایالات متحده)